# Dorota Piramidowicz
Dorota Piramidowicz – doktor historii sztuki.

## Życiorys
Absolwentka Instytutu Historii Sztuki Uniwersytetu Warszawskiego. Stopień doktora uzyskała na podstawie pracy „Mecenat artystyczny Kazimierza Leona Sapiehy (1609-1656)” wyróżnionej przez czasopismo „Barok. Historia – Literatura – Sztuka”. 
Od 2000 r. zatrudniona w Instytucie Sztuki PAN, w pracowni Katalogu Zabytków Sztuki w Polsce, na stanowisku adiunkta. Od 2019 r. jest wicedyrektorką IS PAN.  
Specjalizuje się w badaniach nad sztuką na ziemiach wschodnich dawnej Rzeczypospolitej, działalnością fundacyjną rodzin magnackich w XVII i XVIII wieku, architekturą zakonów na terenie Rzeczypospolitej, związkami ze sztuką rodziny Sapiehów. Współpracuje z redakcją Słownika Artystów Polskich.
Stypendystka Fundacji Lanckorońskich i Królewskiej Szwedzkiej Akademii Literatury, Historii i Nauk Antycznych. Kierowała lub była współwykonawcą w projektach badawczych, konserwatorskich i infrastrukturalnych. Uczestniczka wielu wyjazdów badawczych na Białoruś, Litwę, Łotwę i Ukrainę, których plonem są tomy serii Materiały do dziejów sztuki sakralnej ziem wschodnich dawnej Rzeczypospolitej - opracowała kilkadziesiąt monografii kościołów, kaplic i założeń klasztornych z terenów dawnych województw nowogródzkiego, wileńskiego, trockiego i brzeskolitewskiego.
Autorka książki „Feniks świata litewskiego” dotyczącej fundacji artystycznych Kazimierza Leona Sapiehy oraz kilkudziesięciu artykułów naukowych drukowanych w czasopismach krajowych i zagranicznych oraz w tomach pokonferencyjnych. Współautorka kilku tomów serii Katalog Zabytków Sztuki w Polsce.
Uhonorowana odznaką „Zasłużony dla Kultury Polskiej” przyznaną przez Ministra Kultury i Dziedzictwa Narodowego oraz dwukrotnie nagrodą Stowarzyszenia Historyków Sztuki im. prof. Jerzego Łozińskiego.

## Projekty badawcze
prowadzenie
- 2021-2023: DARIAH-PL Cyfrowa infrastruktura badawcza dla humanistyki i nauk o sztuce w ramach działania 4.2 Program Operacyjny Inteligentny Rozwój (kierownik ze strony IS PAN)
- 2018: Konserwacja i zabezpieczenie pomnika nagrobnego Sapiehów na cmentarzu w Berezie Kartuskiej (Białoruś), MKiDN, program „Ochrona Dziedzictwa Kulturowego za Granicą 2018”
- 2014-2017: Materiały do dziejów sztuki sakralnej dawnego województwa brzeskolitewskiego - NCN
- 2008-2011: Mecenat artystyczny podkanclerzego litewskiego Kazimierza Leona Sapiehy (1609-1656) - NCN

wykonawca
- 2015-2017: Ariergarda modernizmu. Katalog zespołów archiwalnych pracowni projektowych Bohdana Lacherta (1900-1987) i Józefa Szanajcy (1902-1939) - NCN
- 2012-2025: 3 grantów - Katalog Zabytków Sztuki w Polsce - NCN, NPRH
- 1997-2023: 7 grantów - Materiały do dziejów sztuki sakralnej dawnych województw nowogródzkiego, trockiego, wileńskiego, brzeskolitewskiego i Inflant Polskich - KBN, NCN, NPRH

## Wybór książek, także we współautorstwie
- Feniks świata litewskiego. Fundacje i inicjatywy artystyczne Kazimierza Leona Sapiehy (1609-1656), Warszawa 2012, s. 396
- Katalog Zabytków Sztuki w Polsce:
  - Powiat bielski, t. XII, z. 4; Powiat Białystok, t. XII, z. 3; Miasto  Białystok, t. XII, z. 2; Warszawa, Nowe Miasto, t. XI, cz. 2
- Materiały do dziejów sztuki sakralnej na ziemiach wschodnich dawnej Rzeczypospolitej:
  - cz. II, Kościoły i klasztory rzymskokatolickie dawnego województwa nowogródzkiego, t. 1, 2;
  - cz. III, Kościoły i klasztory rzymskokatolickie dawnego województwa wileńskiego, t. 1;
  - cz. IV, Kościoły i klasztory rzymskokatolickie dawnego województwa trockiego, t. 1, 3;
  - cz. V, Kościoły i klasztory rzymskokatolickie dawnego województwa brzesko-litewskiego, t. 1-5.